# Ciochowice
Ciochowice (deutsch: Ciochowitz, 1936–1945 Stillenort) ist ein Ort in der Stadt- und Landgemeinde Toszek im Powiat Gliwicki der Woiwodschaft Schlesien in Polen.

## Geographie

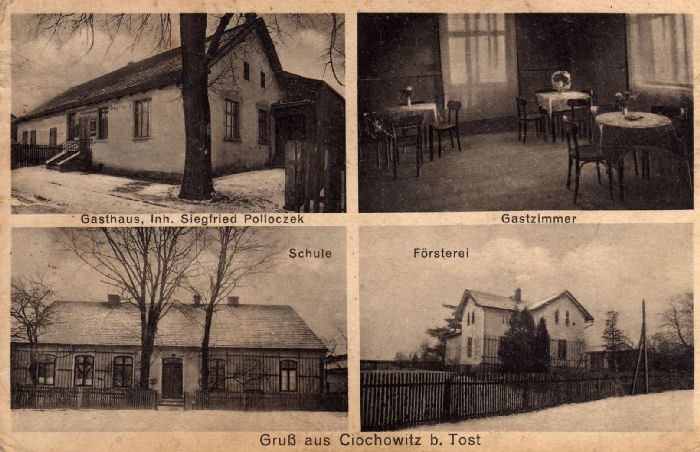
Historische Postkarte von Ciochowitz

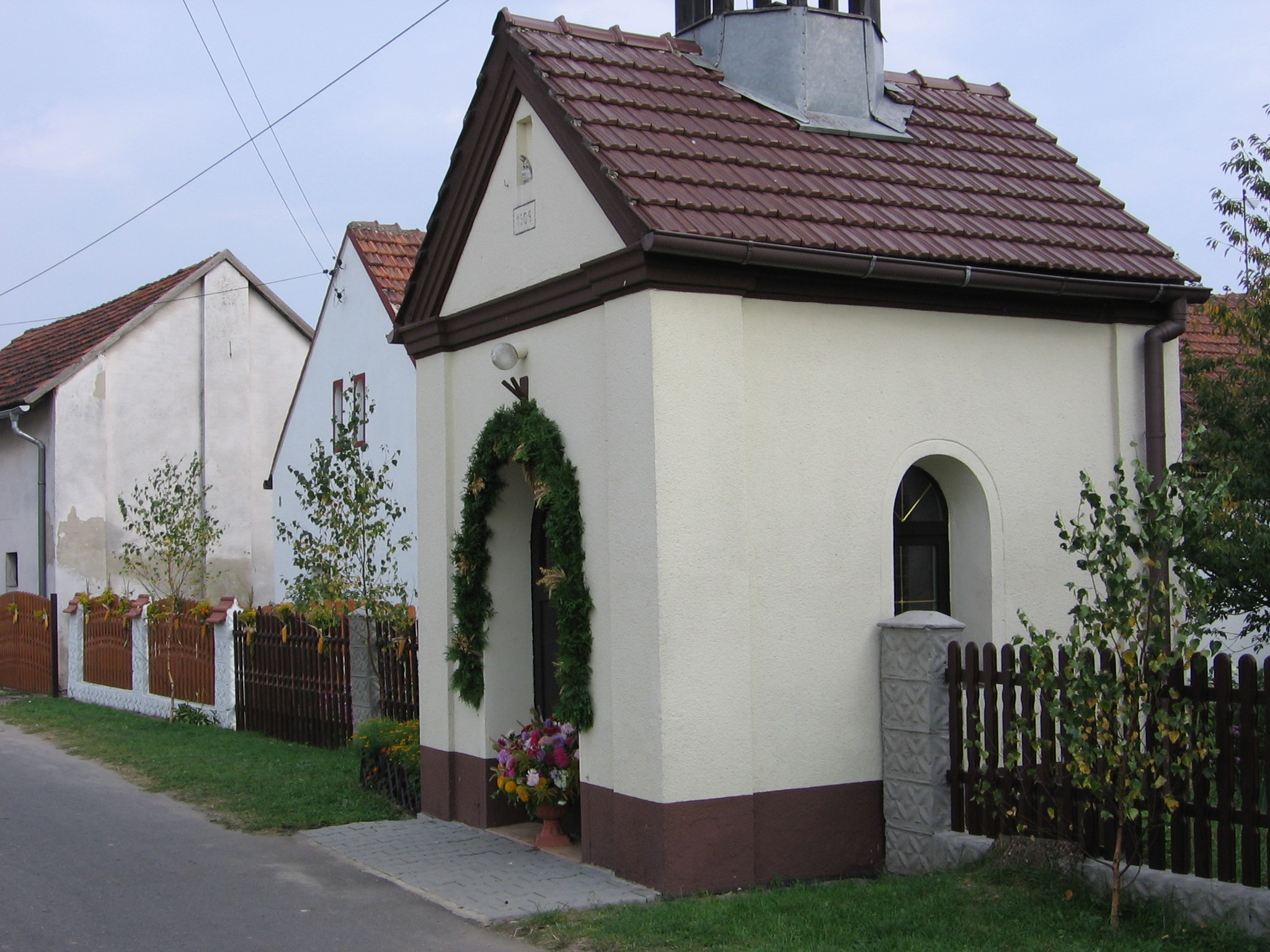
Kapelle in Ciochowice

Nachbarorte von Ciochowice sind Pisarzowice (Pissarzowitz), Boguszyce (Boguschütz) und Toszek (Tost).

## Geschichte
Ciochowitz wurde erstmals 1302 erwähnt.
1936 wurde Ciochowitz in Stillenort umbenannt.
Von 1975 bis 1998 gehörte das Dorf zur Woiwodschaft Kattowitz.

## Sehenswürdigkeiten
- Wegekapelle aus dem Jahr 1809
- Kreuz aus dem Jahr 1901

## Vereine
- Sportverein LKS Przyszłość Ciochowice

## Söhne und Töchter dem Dorf
- Krzysztof z Tiachowicz (15. Jahrhundert)
- Ignacy Dobiasz (1880–1941)